# Love at First Sight (chanson)
Cet article concerne la chanson de Kylie Minogue. Pour l'album de Sonny Rollins, voir Love at First Sight.
Singles de Kylie Minogue
In Your Eyes
(2002) Fever
(2002)
Love at First Sight est une chanson de la chanteuse australienne Kylie Minogue. Sorti en juin 2002, il s'agit du 3e single extrait de l'album studio Fever (2001). La chanson a été écrite par Kylie Minogue, Richard Stannard, Julian Gallagher, Ash Howes, Martin Harrington et produit par Richard Stannard, Julian Gallagher.
Ce titre de chanson a déjà été utilisé par Kylie Minogue sur son tout premier album « Kylie » en 1988. Dernier titre de la face B, titre écrit, composé, arrangé et produit par Stock Aitken Waterman.

## Formats et liste des pistes
Voici les différents formats et liste de pistes du single Love at First Sight.
- CD single 1 au Royaume-Uni

1. Love at First Sight – 3:59
2. Can't Get Blue Monday Out of My Head – 4:03
3. Baby – 3:48
4. Love at First Sight music video

- CD single 2 au Royaume-Uni

1. Love at First Sight – 3:59
2. Love at First Sight (Ruff and Jam Club mix) – 9:31
3. Love at First Sight (The Scumfrog's Beauty and the Beast Vocal edit) – 4:26

- CD single en Australie

1. Love at First Sight – 3:59
2. Can't Get Blue Monday Out of My Head – 4:03
3. Baby – 3:48
4. Love at First Sight (Ruff and Jam Club mix) – 9:31
5. Love at First Sight (Twin Masterplan mix) – 5:55
6. Love at First Sight (The Scumfrog's Beauty and the Beast Vocal edit) – 4:26

- Single vinyle

1. Love at First Sight – 3:59
2. Love at First Sight (Kid Creme Vocal dub) — 6:27
3. Can't Get You out of My Head – 4:03
4. Love at First Sight (The Scumfrog's Beauty and the Beast Vocal mix) – 8:54
5. Love at First Sight (The Scumfrog's Beauty and the Beast Acappella) – 1:34

- Remixes officiels[2]

1. Love at First Sight (Album edit) – 3:58
2. Love at First Sight (Ruff and Jam Radio Vocal 7") – 3:38
3. Love at First Sight (Ruff and Jam U.S. remix) – 3:45
4. Love at First Sight (Ruff and Jam Lounge mix) – 4:41
5. Love at First Sight (The Scumfrog's Beauty and the Beast dub) – 8:54
6. Love at First Sight (Kid Creme Vocal-Less dub) – 6:23
7. Love at First Sight (Kid Creme Vocal edit) – 2:35
8. Love at First Sight (David Guetta & Joachim Garraud Dancefloor Killa mix) – 6:26
9. Love at First Sight (Ruff and Jam Radio mix Instrumental) – 3:48
10. Love at First Sight (David Guetta & Joachim Garraud Mekaniko mix) – 6:21

## Performances en live
Kylie a chanté cette musique lors de ses concerts :
- KylieFever2002
- Showgirl: The Greatest Hits Tour
- Showgirl: The Homecoming Tour
- KylieX2008
- North American Tour 2009
- Aphrodite World Tour (mash-up avec Can't Beat The Feeling extrait de l'album "Aphrodite")
- Money Can't Buy 2003 TV Concert

## Classements et certifications
| Classement (2002)                       | Meilleure position |
| --------------------------------------- | ------------------ |
| Allemagne (Media Control AG)            | 16                 |
| Australie (ARIA)                        | 3                  |
| Autriche (Ö3 Austria Top 40)            | 29                 |
| Belgique (Flandre Ultratop 50 Singles)  | 25                 |
| Belgique (Wallonie Ultratop 50 Singles) | 28                 |
| Danemark (Tracklisten)                  | 6                  |
| Finlande (Suomen virallinen lista)      | 18                 |
| France (SNEP)                           | 33                 |
| Irlande (IRMA)                          | 7                  |
| Italie (FIMI)                           | 8                  |
| Pays-Bas (Nederlandse Top 40)           | 15                 |
| Nouvelle-Zélande (RMNZ)                 | 9                  |
| Espagne (PROMUSICAE)                    | 7                  |
| Suède (Sverigetopplistan)               | 36                 |
| Suisse (Schweizer Hitparade)            | 22                 |
| Royaume-Uni (UK Singles Chart)          | 2                  |
| États-Unis (Hot 100)                    | 23                 |
| États-Unis (Dance Club Songs)           | 1                  |

| Classement (2002) | Position |
| ----------------- | -------- |
| Australie         | 66       |
| Suisse            | 95       |
| Royaume-Uni       | 55       |

| Pays                 | Certifications |
| -------------------- | -------------- |
| Australie ARIA       | Or             |
| Nouvelle-Zélande RIA | Or             |